# Philibertiella
Philibertiella es un género de musgos perteneciente a la amilia Archidiaceae. Comprende 2 especies descritas y   aceptadas.

## Taxonomía
El género fue descrito por Jules Cardot y publicado en Revue Bryologique et Lichénologique 41: 37. 1914.

## Especies aceptadas
A continuación se brinda un listado de las especies del género Philibertiella aceptadas hasta febrero de 2015, ordenadas alfabéticamente. Para cada una se indica el nombre binomial seguido del autor, abreviado según las convenciones y usos.
- Philibertiella ditrichoidea Cardot
- Philibertiella nitens Herzog